# Partito per la Democrazia
Il Partito per la Democrazia (in spagnolo: Partido por la Democracia - PPD)  è un partito di orientamento socialdemocratico e progressista fondato in Cile nel 1980.
Il partito è stato fondato da Ricardo Lagos, storico militante del Partito Socialista del Cile, durante gli ultimi mesi della dittatura del generale Augusto Pinochet.
A gennaio del 2009 il partito appoggia pienamente la candidatura dell'ex Presidente e Senatore della DC Eduardo Frei Ruiz-Tagle come candidato unico della coalizione di centrosinistra e critica la scelta solitaria del deputato ex socialista Marco Enríquez-Ominami. Dal 2010 è all'opposizione dopo la sconfitta elettorale di Frei. L'organizzazione giovanile del partito è la Gioventù del PPD.

## Ideologia
Il partito si ispira alle grandi ideologie appartenenti al campo del progressismo e del socialismo democratico come la socialdemocrazia, liberalismo progressista, ecologismo, sinistra cristiana e anche al comunismo. Dal punto di vista dei temi etici il partito auspica una linea laica per la discussione tali argomenti ma rispetta profondamente le posizioni della Chiesa cattolica.
Il Partito per la Democrazia fa parte della coalizione di centrosinistra Concertación de Partidos por la Democracia al governo dal 1990 e formata dal Partito Democratico Cristiano del Cile, Partito Socialista del Cile e dal Partito Radicale Social Democratico.
Il PPD fa parte dell'Internazionale Socialista.

## Risultati elettorali
Dal punto di vista dei risultati elettorali il PPD si conferma come il secondo partito della coalizione subito dopo i cristiano-sociali del PDC. Nonostante ciò possiede poco più di 20.000 affiliati.
Il PPD dopo la performance alle elezioni parlamentari del 2005 in cui ottenne il 15,42% dei voti e più di 1.000.000 di voti è costretto ad affrontare una crisi interna a causa delle accuse rivolte da alcuni membri del partito nei confronti del proprio partito e dei Presidenti Aylwin, Frei e Lagos.
Alle elezioni municipali del 2008 il PPD presenta una lista in comune con l'alleato PRSD, ma ottiene un risultato non brillante. Per la prima volta nella sua storia la coalizione di centrosinistra risulta divisa e questo provoca la vittoria della coalizione di destra Alianza por Chile.

## Storia e partecipazione nella vita politica del paese
Il PPD nasce come un partito democratico di tendenza socialdemocratica e di centrosinistra volto a portare la democrazia nel Cile a seguito della feroce dittatura fascista-militare di Pinochet che ha governato dal 1973 al 1989.
Il PPD a seguito della vittoria dell'opposizione nel referendum nazionale dell'88 ha ricoperto un ruolo fondamentale nei vari governi di centrosinistra. Nel 2006 nel partito alcuni membri sono stati accusati di corruzione e ciò ha provocato tensioni all'interno della formazione politica.
| Elezioni (totale deputati) | Nº dei candidati | Voti      | %      | Candidati eletti |
| -------------------------- | ---------------- | --------- | ------ | ---------------- |
| 1989 (120)                 | 25               | 778.501   | 11,45% | 16               |
| 1993 (120)                 | 25               | 798.206   | 11,84% | 15               |
| 1997 (120)                 | 29               | 727.293   | 12,55% | 16               |
| 2001 (120)                 | 24               | 782.333   | 12,73% | 20               |
| 2005 (120)                 | 27               | 1.017.956 | 15,42% | 21               |